# 13 Galicyjski Pułk Ułanów

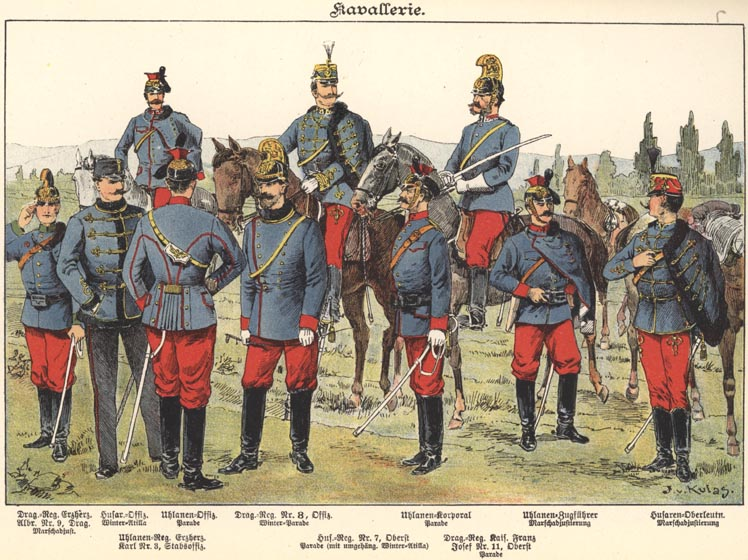
Umundurowanie jednostek c.k. kawalerii, 1898

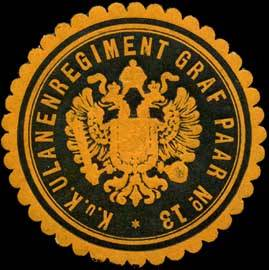
Pieczęć pułku z okresu, gdy jego szefem był gen. Alois Paar

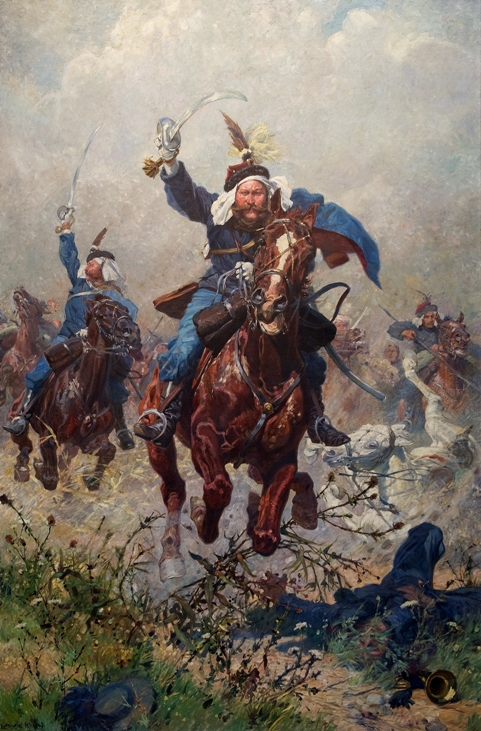
Pułkownik Rodakowski szarżuje pod Custozą

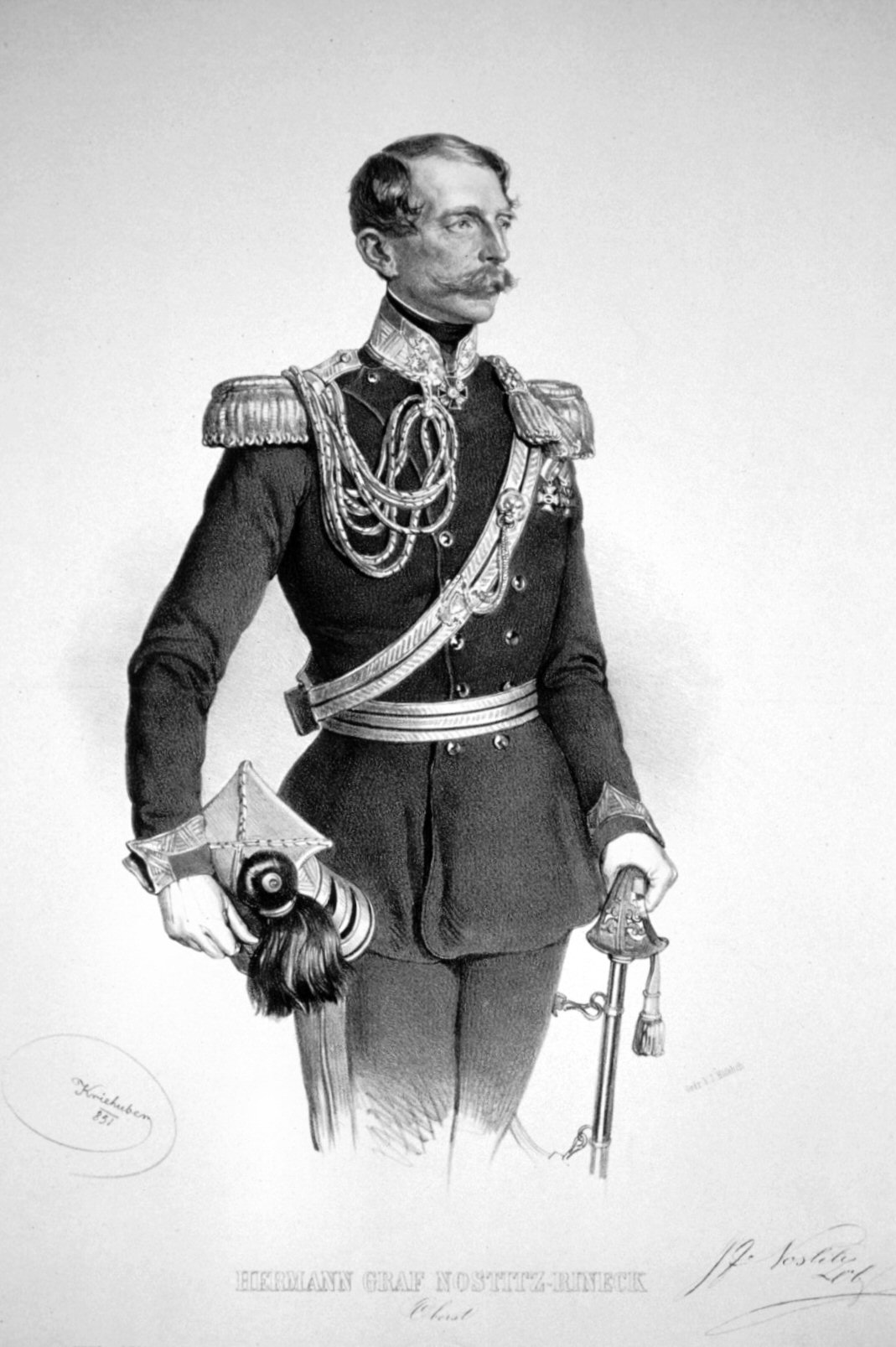
Hermann von Nostitz-Rieneck

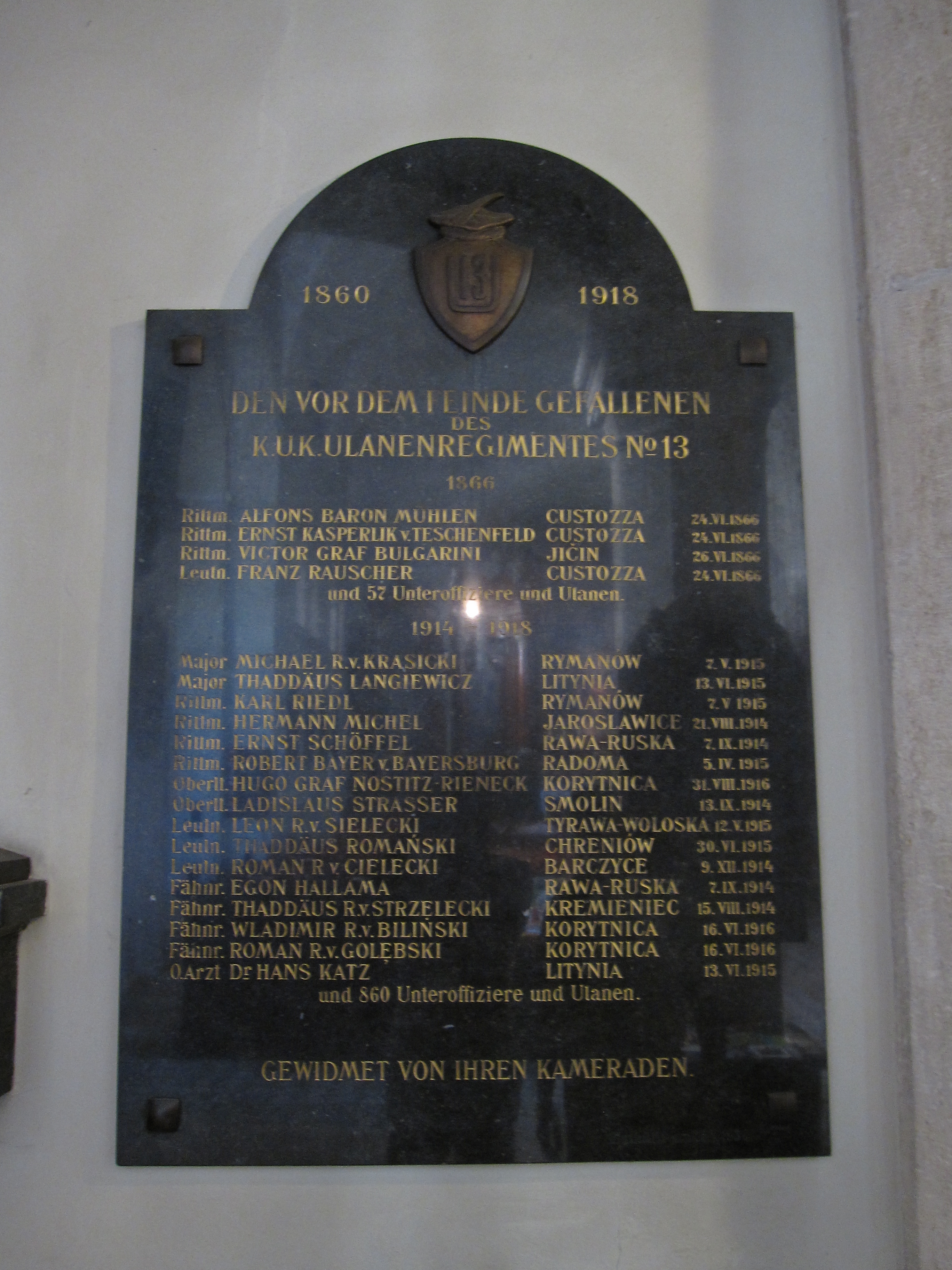
Nazwiska poległych austriackich ułanów z 13 Galicyjskiego Pułku Ułanów w Kościele Kapucynów w Wiedniu.

Galicyjski Pułk Ułanów Nr 13 (UR. 13) – pułk kawaleria cesarskiej i królewskiej Armii.

## Historia pułku
17 stycznia 1860 w Stockerau z połączenia czterech dywizjonów wydzielonych przez Pułki Ułanów nr 1, 2, 8 i 10 został zorganizowany Ochotniczy Pułk Ułanów (niem. Freiwilligen-Uhlanen-Regiment).
W 1862 roku oddział został przemianowany na 13 Pułk Ułanów.
W roku 1866 regiment składał się w większości z Polaków – niedawnych powstańców styczniowych oraz mieszkańców Galicji środkowej. 24 czerwca 1866, dowodzony przez płka Maksymiliana Rodakowskiego, przeprowadził szarżę na pułki włoskiej piechoty pod Custozą. W ataku tym polski ułan, Władysław Brzuchowiecki, zranił następcę tronu Italii, księcia Humberta. Pułk zapłacił za zwycięską szarżę wysokimi stratami i stał się od tego czasu bardzo popularnym. Płk. Rodakowski w pamiętnikach stwierdza, iż jego chłopcy „przyczynili się nadzwyczajnie do podniesienia sławy rycerskiej Polaków i ułanów austriackich”. Szarża ułanów spod Custozzy były przez lata przez polskich mieszkańców Galicji wspominana razem z tymi spod Kircholmu i Somosierry. Pułk walczył podczas pierwszej wojny światowej.
W 1867 pułk stacjonował w Tarnopolu i otrzymywał rekrutów z okręgów uzupełnień pułków piechoty nr 40 (Rzeszów) i 45 (Sanok). Od 1873 roku pułk otrzymywał rekrutów wyłącznie z okręgu uzupełnień Pułk Piechoty Nr 40.
W 1912 wchodził w skład XI Korpusu Armijnego – 8 Dywizji Kawalerii – 15 Brygady Kawalerii, komendantem regimentu był podpułkownik Leo Graf Spannocchi. Rejon rekrutacji znajdował się we Lwowie. Garnizony: sztab i II Dywizjon mieścił się w Złoczowie, a I Dywizjon stacjonował w Zborowie.

## Garnizony
Miejscowości, w których stacjonował garnizon 13 Pułku: 1860 Stockerau, 1862 Enns, 1864 Klagenfurt, Udine, 1865-1866 Werona, 1866 Tarnopol, 1869 Gródek, 1874 Łańcut, 1879 Prossnitz, 1883 Göding, 1886 Lwów, 1888 Złoczów.

## Rejony rekrutacji regimentu
- 1867–1873. Okręgi uzupełnień Nr 40 i 45 (Rzeszów, Sanok),
- 1873–1875. Okręg uzupełnień Nr 40 Rzeszów,
- 1876–1883. Okręgi uzupełnień Nr 10 i 30 (Stryj, Lwów)
- 1883–1889. Okręg uzupełnień Nr 80 (Złoczów).
- 1889–1914. Okręg uzupełnień: XI AK (Lwów)

W roku 1914 skład narodowościowy pułku był następujący: 55% Rusini, 42% Polacy, 3% inne narodowości.

## Barwy pułku
Żołnierze nosili czapki ciemnoniebieskie, guziki srebrne.

## Szefowie pułku
Kolejnymi szefami pułku byli:
- książę Obojga Sycylii Ludwik (1861 – †8 VI 1886),
- generał kawalerii Hermann von Nostitz-Rieneck(inne języki) (1886 – †27 XII 1895),
- generał kawalerii Alois Paar (1898 – †5 II 1909),
- marszałek polny Eduard von Böhm-Ermolli (od 1913)[5].

W latach 1861–1886, gdy szefem pułku był książę Ludwik, obowiązki drugiego szefa wykonywał FML Hermann von Nostitz-Rieneck.

## Żołnierze
Komendanci pułku
- płk Ludwig Pulz (1860[1] – 1866 → brygadier w 9 Dywizji w Pradze[6])
- płk Maksymilian von Rodakowski (1866[2] – XII 1871 → komendant 21 Brygady Kawalerii)[7]
- płk Franciszek Suchodolski de Suchodol (XII 1871 – III 1874 → komendant Brygady Kawalerii 11 Dywizji w Brzeżanach)
- płk Zygmunt Gniewosz (1874 – 1 VI 1879 → stan spoczynku w stopniu tytularnego generała majora)
- płk Franz Beneš (1879 – 1882 → komendant placu w Komárom)
- płk Nicolaus Czeke de Szt. György (1882 – 1883 → prezes Komisji Remontowej Nr 1 w Budapeszcie)
- płk Karl von Gilsa (1883 – 1885 → stan spoczynku)
- płk Egmont zur Lippe-Weissenfeld (1885 – 1890 → komendant 11 Brygady Kawalerii)
- płk Ferdinand Oehl (1890 – 1892 → urlopowany)
- ppłk / płk Franz Neuhaus (1892 – 1898 → urlopowany)
- ppłk / płk Friedrich Janowski (1898 – †31 I 1903 Złoczów)
- płk Georg von Lehmann (1903 – 1909 → komendant 17 Brygady Kawalerii)
- ppłk / płk Stanisław von Ursyn-Pruszyński (28 V 1909 – IV 1913 → komendant 17 Brygady Kawalerii)
- ppłk / płk Lelio Spannocchi (1913 – 1916 → komendant 21 Brygady Kawalerii)

Oficerowie
- por. Hubert Brabec (1898–1912)
- Zbigniew Dunin-Wąsowicz
- Wilhelm Habsburg (1895–1948)
- ppor. rez. Leon Kniaziołucki
- ppor. rez. Tadeusz Mencel
- ppor. rez. dr Kazimierz Papara de Budzisz
- por. Roman Pasławski
- mjr Adam Rozwadowski
- rtm. Julian Jan Fischer-Drauenegg (w latach 1894–1901)
- rtm. Wiktor Rozwadowski
- rtm. Samuel Rozwadowski
- por. Ludwik Schweizer
- Wilhelm Siemieński
- Edmund Ritter von Zaremba (1876)
- lekarz Josef Herzum (1869–1880)
- starszy lekarz Ignacy Zieliński (1896–1897)
- por. oficer prowiantowy Zygmunt Seweryński

## Publikacje
- Juliusz Bator: Wojna galicyjska. Działania armii austro-węgierskiej na froncie północnym (galicyjskim) w latach 1914–1915. Kraków: Wydawnictwo EGIS Sp. z o.o., 2008. ISBN 978-83-7396-747-2. OCLC 316449958. Brak numerów stron w książce
- Peter Jung: Armia austro-węgierska w I wojnie światowej. T. 1. Oświęcim: Wydawnictwo Napoleon V, 2020. ISBN 978-83-8178-241-8.
- Militärschematismus des österreichischen Kaiserthumes. Wiedeń: Nadworna i Państwowa Drukarnia, 1861. (niem.).
- Militärschematismus des österreichischen Kaiserthumes für 1867. Wiedeń: Nadworna i Państwowa Drukarnia, kwiecień 1867. (niem.).
- Schematismus für das k.u.k. Heer und für die k.u.k. Kriegsmarine für 1914. Wiedeń: Nadworna i Państwowa Drukarnia, luty 1914. (niem.).
- H. Skala: Slávne časy cisárskej jazdy v 17.-19. storočí, Prešov 2005.
- Studia historyczne, PAN Oddział w Krakowie. 1978 str. 110.
- Jan Rydel, W służbie Cesarza i Króla, ISBN 83-7188-235-1, 9788371882357.